# Антоніу Лобу Антуніш
Антоніу Лобу Антуніш (порт. António Lobo Antunes; 1 вересня 1942, Лісабон, Португалія) — португальський письменник, лікар-психіатр.

## Біографія
Народився Антоніу Лобу Антуніш 1 вересня 1942 року у Лісабоні. Навчався у Лісабонському університеті, де отримав диплом лікаря-психіатра. Служив військовим лікарем у Анголі. Повернувся до Португалії з Африки у 1973 році.
Ангольська війна за незалежність була основною темою багатьох його романів.
Працював у Німеччині та Бельгії.
Був названий претендентом на отримання Нобелівської премії з літератури.

## Романи
- Memória de Elefante (1979)
- Os Cus de Judas (1979)
- Conhecimento do Inferno (1980)
- Explicação dos Pássaros (1981)
- Fado Alexandrino (1983)
- Auto dos Danados (1985)
- As Naus (1988)

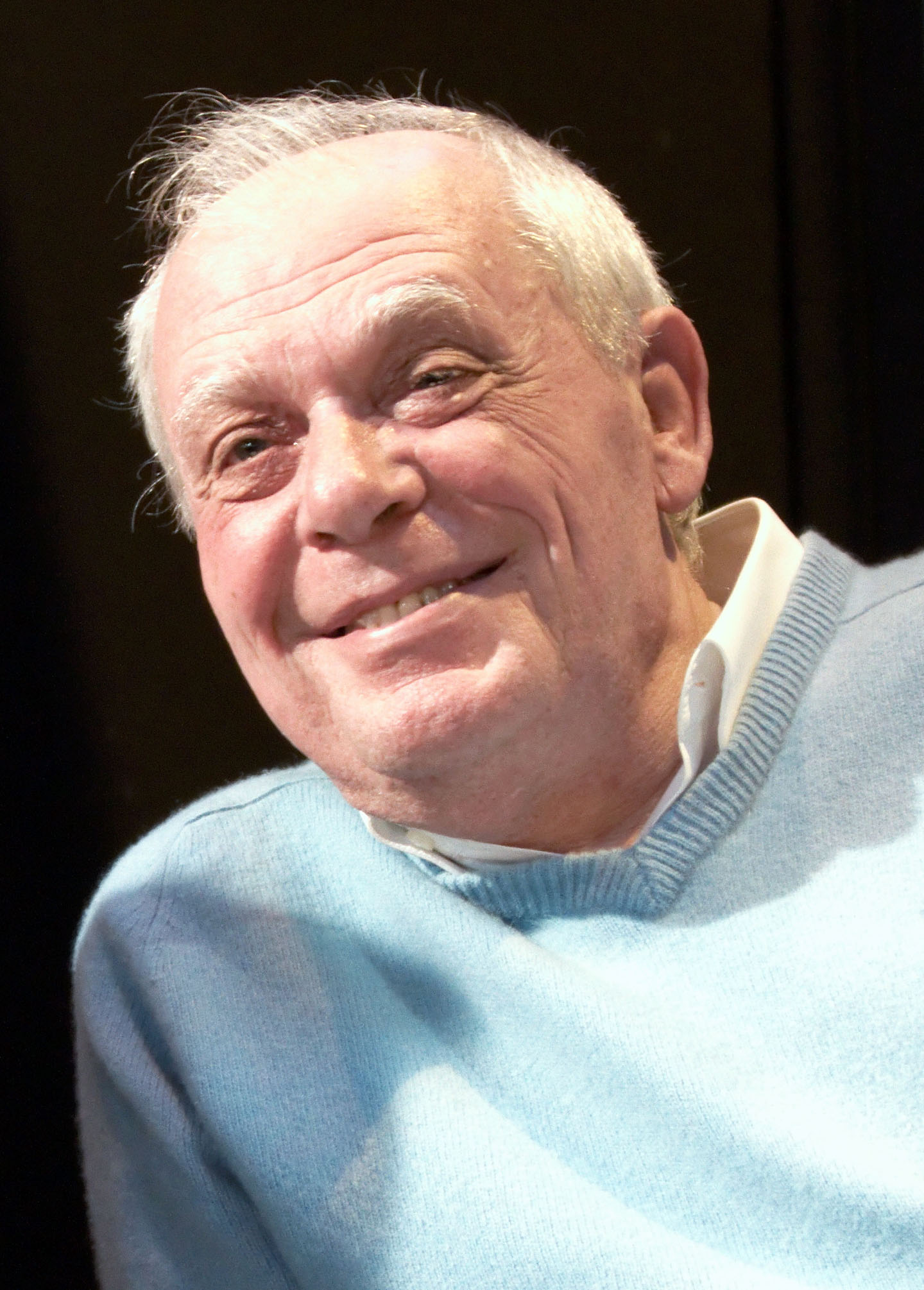
Антоніу Лобу Антуніш у 2010 р.

- Tratado das Paixões da Alma (1990)
- A Ordem Natural das Coisas (1992)
- A Morte de Carlos Gardel (1994)
- O Manual dos Inquisidores (1996)
- O Esplendor de Portugal (1997)
- Exortação aos Crocodilos (1999)
- Não Entres Tão Depressa Nessa Noite Escura (2000)
- Que Farei Quando Tudo Arde? (2001)
- Boa Tarde às Coisas Aqui em Baixo (2003)
- Eu Hei-de Amar uma Pedra (2004)
- Ontem Não te vi em Babilónia (2006)
- O Meu Nome é Legião (2007)
- O Arquipélago da Insónia (2008)
- Que Cavalos São Aqueles Que Fazem Sombra no Mar? (2009)
- Sôbolos Rios Que Vão (2010)
- Comissão das Lágrimas (2011)
- Não é Meia-Noite quem quer (2012)
- Caminha Como Numa Casa em Chamas (2014)
- Da Natureza dos Deuses (2015)
- Para Aquela que Está Sentada no Escuro à Minha Espera (2016)

## Нагороди
- 2014 р. — International Nonino Prize
- 2008 р. — FIL Award
- 2007 р. — премія Камоенса (порт. Camões Prize)
- 2005 р. — Jerusalem Prize
- 2000 р. — Austrian State Prize for European Literature